# Henry Wells (clérigo)
Henry Wells foi um clérigo e académico inglês no final do século XIV e no início do século XV.
Wells nasceu em Upwell e foi Reitor de Grimston, Norfolk de 1399 a 1406 e arquidiácono de Lincoln de 1405 a 1431. Wells também foi director do Trinity Hall, em Cambridge, de 1413 até 1429.